# M. S. Shinde
Madhav S. Shinde (maratí: माधव एस शिंदे) (c.1929 - 28 de septiembre de 2012), acreditado como M. S. Shinde, fue un editor de películas de Bollywood que editó más de 100 películas, en particular el éxito de culto Sholay (1975). Otros filmes notables que trabajó fue en Seeta Aur Geeta, Brahmachari, Shaan y Chamatkar. Recibió el premio Filmfare a Mejor Editor por Sholay en 1975.

## Vida personal
Shinde se había casado con Prafula Shinde, que murió en 2006 de cáncer. Tuvieron tres hijas. Debido a sus pobres condiciones económicas ha enfrentan problemas para obtener ayuda médica oportuna. Recientemente, el ala cine "Maharashtra Navnirman Chitrapat Karmachari Sena" de Maharashtra Navnirman Sena había ayudado a Shinde proporcionando ayuda financiera.

## Carrera
Shinde comenzó su carrera como editor de películas de Bollywood en la década de 1960. Incluso antes de la edición del clásico Sholay de 1975, Shinde había trabajado con Ramesh Sippy en 1972 en la película Seeta Aur Geeta protagonizada por Hema Malini. Trabajó en una nómina mensual de 2,000 con los Sippys. Su trabajo en la edición de Sholay de 300.000 pies de carrete en 20.000 pies se considera extraordinaria. Después de que un mandato censurara con cortes, la película fue editada más para mostrar sólo 18.000 pies donde funcionó durante 3 horas y 20 minutos. La película ahora insinúa la violencia, pero sin mostrar la sangre.  La película fue nominada en nueve categorías en los premios Filmfare nº23, pero solo ganó el Premio a la Mejor Edición.

## Filmografía
- 1960 Bewaqoof
- 1961 Razia Sultana
- 1961 Mr. India
- 1965 Mere Sanam
- 1966 Dillagi
- 1967 Raaz
- 1968 Brahmachari
- 1969 Ek Shrimaan Ek Shrimati
- 1969 Bandhan
- 1970 Tum Haseen Main Jawan
- 1971 Preetam
- 1972 Seeta Aur Geeta
- 1973 Heera
- 1973 Jheel Ke Us Paar
- 1974 Jurm Aur Sazaa
- 1974 5 Rifles
- 1975 Sholay
- 1976 Bhanwar
- 1977 Chalta Purza
- 1978 Karmayogi
- 1978 Nasbandi
- 1978 Ganga Ki Saugand
- 1978 Trishna
- 1980 Abdullah
- 1980 Alibaba Aur 40 Chor
- 1980 Shaan
- 1981 Jail Yatra
- 1982 Ashanti
- 1982 Dharam Kanta
- 1982 Shakti
- 1983 Bade Dil Wala
- 1984 Sohni Mahiwal
- 1985 Haveli
- 1985 Yaadon Ki Kasam
- 1985 Saagar
- 1986 Love and God
- 1986 Jumbish: A Movement - The Movie
- 1986 Avinash
- 1988 Aakhri Adaalat
- 1989  Mujrim
- 1989 Guru
- 1989 Bhrashtachar
- 1991 Shikari: The Hunter
- 1991 Begunaah
- 1991 Akayla
- 1992 Chamatkar
- 1995 Ram Jaane
- 1995 Zamaana Deewana

## Premios
Shinde ha ganado premios Filmfare en la categoría de Mejor Edición de la película Sholay (1975).